# Reuzenbooteend
De reuzenbooteend (Tachyeres pteneres) is een vogel uit de familie Anatidae. De wetenschappelijke naam van de soort is voor het eerst geldig gepubliceerd in 1844 door Forster.

## Voorkomen
De soort komt  voor in het zuiden van Zuid-Amerika, met name van zuidelijk Chili tot Vuurland.

## Status
De grootte van de populatie wordt geschat op 10-100 duizend vogels. Op de Rode lijst van de IUCN heeft deze soort de status niet bedreigd.